# أنا سوي
أنا سوي (بالإنجليزية: Anna Sui)‏ وهي مصممة أزياء أمريكية ولدت في يوم 4 أغسطس 1964 في مدينة ديترويت في ميشيغان في الولايات المتحدة.

## روابط خارجية
- أنا سوي على موقع IMDb (الإنجليزية)
- أنا سوي على موقع قاعدة بيانات الفيلم (الإنجليزية)